# (5492) Thoma
(5492) Thoma est un astéroïde de la ceinture principale.

## Description
(5492) Thoma est un astéroïde de la ceinture principale. Il fut découvert le 26 mars 1971 à l'Observatoire Palomar par Cornelis Johannes van Houten, Ingrid van Houten-Groeneveld et Tom Gehrels. Il présente une orbite caractérisée par un demi-grand axe de 2,78 UA, une excentricité de 0,14 et une inclinaison de 17,6° par rapport à l'écliptique.

## Compléments